# مینی‌گان
مینی‌گان یا مینی‌گان ام۱۳۴ (به انگلیسی: M134 Minigun) نام مسلسلی‌است با نرخ آتش بالا (۲هزار تا ۶هزار گلوله در دقیقه) با شش لوله و مجهز به فشنگ کالیبر ۵۱×۷٫۶۲ میلی‌متر ناتو. طرح این اسلحه برمبنای مسلسل گاتلینگ است که نیروی آن از بیرون و عمدتاً توسط یک موتور الکتریکی تأمین می‌گردد. نام مینی بدین جنگ‌افزار در مقایسه با نمونه‌های بزرگ‌تری که پیش از آن با همین مکانیسم ساخته شده‌بودند، مانند ام۶۱ والکان داده شده‌است.

## به‌کاربرندگان
- افغانستان
- استرالیا
- اتریش[۱]
- برزیل
- کانادا
- شیلی
- کلمبیا
- فنلاند[۲]
- فرانسه[۳]
- گرجستان[۴]
- هند
- عراق
- اسرائیل
- ایتالیا
- مکزیک[۵]
- مراکش
- هلند
- نروژ
- فیلیپین
- لهستان[۶]
- کرهٔ جنوبی
- سیرالئون
- ترکیه
- تایلند
- پاکستان
- بریتانیا
- ایالات متحده آمریکا
- پلی‌نزی فرانسه[۷]